# Uwe Gospodarek
Uwe Gospodarek (ur. 6 sierpnia 1973 w Straubing) – niemiecki piłkarz występujący na pozycji bramkarza. Zakończył karierę 1 lipca 2010 roku, ostatnim jego klubem był Hannover 96.

## Kariera
Gospodarek karierę rozpoczynał jako junior w klubie SV Ascha. Potem był graczem Jahnu Ratyzbona. W 1989 roku trafił do juniorskiej ekipy Bayernu Monachium. W 1991 roku został przesunięty do pierwszej drużyny. W Bundeslidze zadebiutował 5 maja 1992 roku w przegranym 1:2 pojedynku z Bayerem 04 Leverkusen. Od czasu debiutu Gospodarek był rezerwowym graczem Bayernu. W sezonie 1992/1993 wywalczył z klubem wicemistrzostwo Niemiec, a w następnym sezonie zdobył z nim mistrzostwo Niemiec.
W 1995 roku odszedł do spadkowicza z ekstraklasy - VfL Bochum. Pierwszy ligowy mecz w nowym klubie zanotował 4 sierpnia 1995 przeciwko MSV Duisburg (0:0). W sezonie 1995/1996 awansował z Bochum do pierwszej ligi. Przez trzy sezony w barwach Bochum rozegrał 82 ligowe spotkania.
W 1998 roku podpisał kontrakt z mistrzem Niemiec - 1. FC Kaiserslautern. Był tam jednak rezerwowym dla Andreasa Reinke. W 1999 roku dotarł z Kaiserslautern do ćwierćfinału, a dwa lata później do półfinału Pucharu UEFA. W ciągu trzech lat zagrał w Kaiserslautern w 8 ligowych meczach. W 2001 roku odszedł do trzecioligowego Jahn Ratyzbona. Tam spędził kolejne dwa sezony, a potem w latach 2003–2007 był graczem drugoligowego Wackera Burghausen.
W 2007 roku, po spadku Wackera do trzeciej ligi, Gospodarek podpisał kontrakt z drugoligową Borussią Mönchengladbach. Zadebiutował tam w wygranym 3:2 ligowym spotkaniu z SC Paderborn 07. W sezonie 2007/2008 awansował z zespołem do Bundesligi. W 2009 roku Gospodarek zakończył karierę. Wówczas został trenerem bramkarzy Wackera Burghausen.
W styczniu 2010 roku wznowił karierę i rozpoczął występy w Hannoverze 96.